# Pinalia donnaiensis
Pinalia donnaiensis är en orkidéart som först beskrevs av François Gagnepain, och fick sitt nu gällande namn av Sing Chi Chen och Jeffrey James Wood. Pinalia donnaiensis ingår i släktet Pinalia och familjen orkidéer. Inga underarter finns listade i Catalogue of Life.